# هکل ۱۲۳۲۳
سیارک ۱۲۳۲۳ (به انگلیسی: 12323 Haeckel، نامگذاری:1992RX) دوازده هزار و سیصد و بیست و سومین سیارک کشف شده‌است که در ۴ سپتامبر ۱۹۹۲ کشف شد.
قدر مطلق سیارک برابر ۱۳٫۹۰ است.